# ویلیامزبورگ (دلاویر)
ویلیامزبورگ (به انگلیسی: Williamsburg) یک منطقهٔ مسکونی در ایالات متحده آمریکا است که در شهرستان نیوکاسل، دلاویر واقع شده‌است. ویلیامزبورگ ۲۴٫۰۸ متر بالاتر از سطح دریا واقع شده‌است.